# Lobería (Buenos Aires)
Lobería is een plaats in het Argentijnse bestuurlijke gebied Lobería in de provincie Buenos Aires. De plaats telt 12.199 inwoners.